# Гаврукова
Гаврукова — деревня в Кудымкарском районе Пермского края. Входила в состав Верх-Иньвенского сельского поселения. Располагается на левом берегу реки Вежайки западнее от города Кудымкара. Расстояние до районного центра составляет 28 км. По данным Всероссийской переписи населения 2010 года, в деревне проживало 114 человек (63 мужчины и 51 женщина).

## История
По данным на 1 июля 1963 года, в деревне проживало 182 человека. Населённый пункт входил в состав Верх-Иньвенского сельсовета.